# Jerzy Szymański (matematyk)
Jerzy Stanisław Szymański – polski matematyk i informatyk, doktor habilitowany nauk matematycznych. Specjalizuje się w informatyce i matematyce dyskretnej. Profesor nadzwyczajny na Wydziale Matematyki i Informatyki Uniwersytetu im. Adama Mickiewicza w Poznaniu, gdzie w kadencji 2012-2019 pełnił funkcję prodziekana ds. studenckich. 

## Życiorys
Studia z matematyki ukończył na poznańskim UAM w 1978. Stopień naukowy doktora uzyskał w 1986 na podstawie pracy pt. Rekurencyjne drzewa losowe, przygotowanej pod kierunkiem prof. Michała Karońskiego. W latach 1978–1997 pracował na Politechnice Poznańskiej, po czym wrócił na macierzystą uczelnię. Habilitował się w 2006 na podstawie dorobku naukowego i rozprawy pt. Uogólnienia losowych drzew rekurencyjnych jako modele sieci rozległych. Pracuje jako profesor nadzwyczajny i kierownik w Zakładzie Teorii Algorytmów i Bezpieczeństwa Danych WMiI UAM. Zagraniczne staże naukowe odbywał w: Case Western Reserve University w amerykańskim Cleveland w stanie Ohio (1988, 4 miesiące); Uniwersytecie Heinricha Heinego w Düsseldorfie (1992, 2 miesiące); a także na uczelniach portugalskich: Universidade da Beira Interior w Covilhã (1994-1997, 3 lata) i na Universidade de Aveiro w Aveiro (2002-2005, łącznie 2 lata).
Współautor podręcznika akademickiego pt. Matematyka dyskretna dla informatyków. Część I: Elementy kombinatoryki (wraz z J. Jaworskim i Z. Palką, Wydawnictwo Naukowe UAM, wyd. 3 - ISBN 978-83-232-2240-8) oraz portugalskiego podręcznika pt. Matemática discreta. Combinatória, Teoria dos Grafos e Algoritmos (wraz z D. Moreirą Cardoso i M. Rostamim, Escolar Editora, 2009). Artykuły publikował w takich czasopismach jak m.in. "Random Structures & Algorithms", "Ars Combinatoria", "Bulletin of the Polish Academy of Sciences. Mathematics" oraz "Theoretical Computer Science".